# مسجد الحوزة
مسجد الحوزة؛ هو مسجد تاريخي بُني في العام الثامن هجري على يد الصحابي علي بن أبي طالب عندما بعثه الرسول إلى اليمن لدعوة أهلها إلى الإسلام. أُعيدت توسعته عام 1213هـ ومرة أخرى في عهد الملك عبدالعزيز عام 1353هـ.

## الموقع
يقع المسجد في محافظة ظهران الجنوب بمنطقة عسير، جنوب غرب المملكة العربية السعودية.

## البناء
يتفرد المسجد بنمط معمار السراة البسيطة، اُستخدمت مواد طبيعية في بنائه، متمثلة بالطين مع نظام المداميك و أخشاب الأشجار المحلية. يوجد بئر في أحد زوايا المسجد يعد مصدر رئيسي للمياه فيه.

## الترميم
في عام 2022، اُختير المسجد من ضمن قائمة مشروع محمد بن سلمان لتطوير المساجد التاريخية، بلغت مساحة المسجد قبل وبعد الترميم 293 م²، وسترتفع الطاقة الاستيعابية بعد التطوير من 100 مصلٍ إلى 148.

## روابط خارجية
- تقرير لمسجد الحوزة من قناة السعودية الأولى.